# Страсть (фильм, 2000)
«Страсть» (англ. The Right Temptation) — драматический триллер 2000 года режиссёра Линдона Чаббака.
Телепремьера в США состоялась 19 августа 2000 года. В 2001 году фильм вышел на DVD, а также был показан на международных кинофестивалях «Fantasporto» и «Temecula Valley». Картина получила немногочисленные и преимущественно негативные отзывы кинокритиков.

## Сюжет
Ревнивая жена Антея (Дана Дилейни) нанимает частного детектива-женщину (Ребекка Де Морнэй), чтобы проверить факт измены мужа Майкла (Кифер Сазерленд). Однако не всё идёт по плану…

## В ролях
| Актёр             | Роль                           |
| ----------------- | ------------------------------ |
| Кифер Сазерленд   | Майкл Фэрроу-Смит              |
| Дана Дилейни      | Антея Фэрроу-Смит              |
| Ребекка Де Морнэй | частный детектив Дериан Маккол |
| Адам Болдуин      | капитан Вагнер                 |
| Джоанна Кэссиди   | Марианна                       |
| Нил Флинн         | Макс                           |